# Schulkrankenschwester

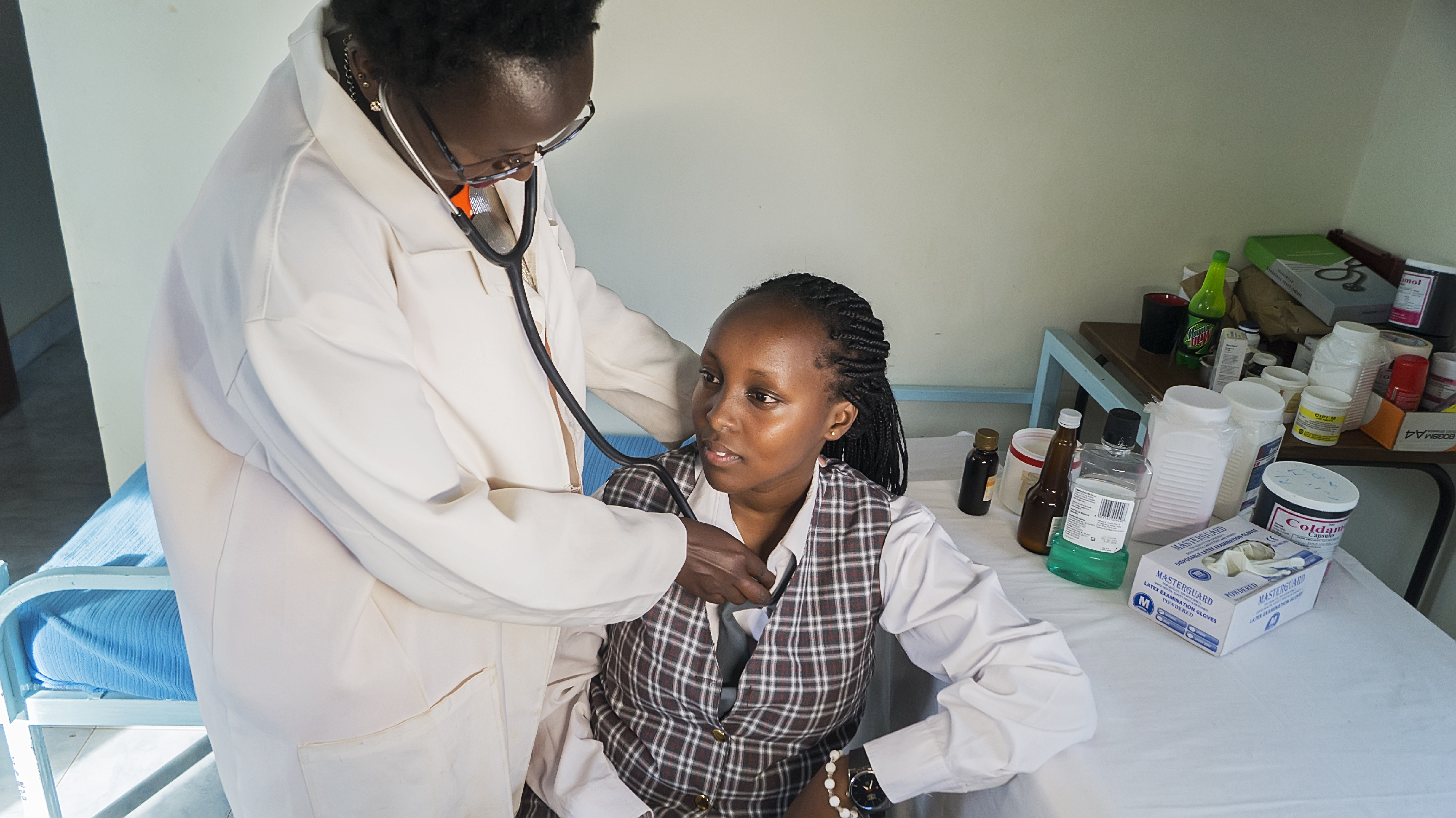
Kenianische Schulkrankenschwester bei der Untersuchung einer Schülerin

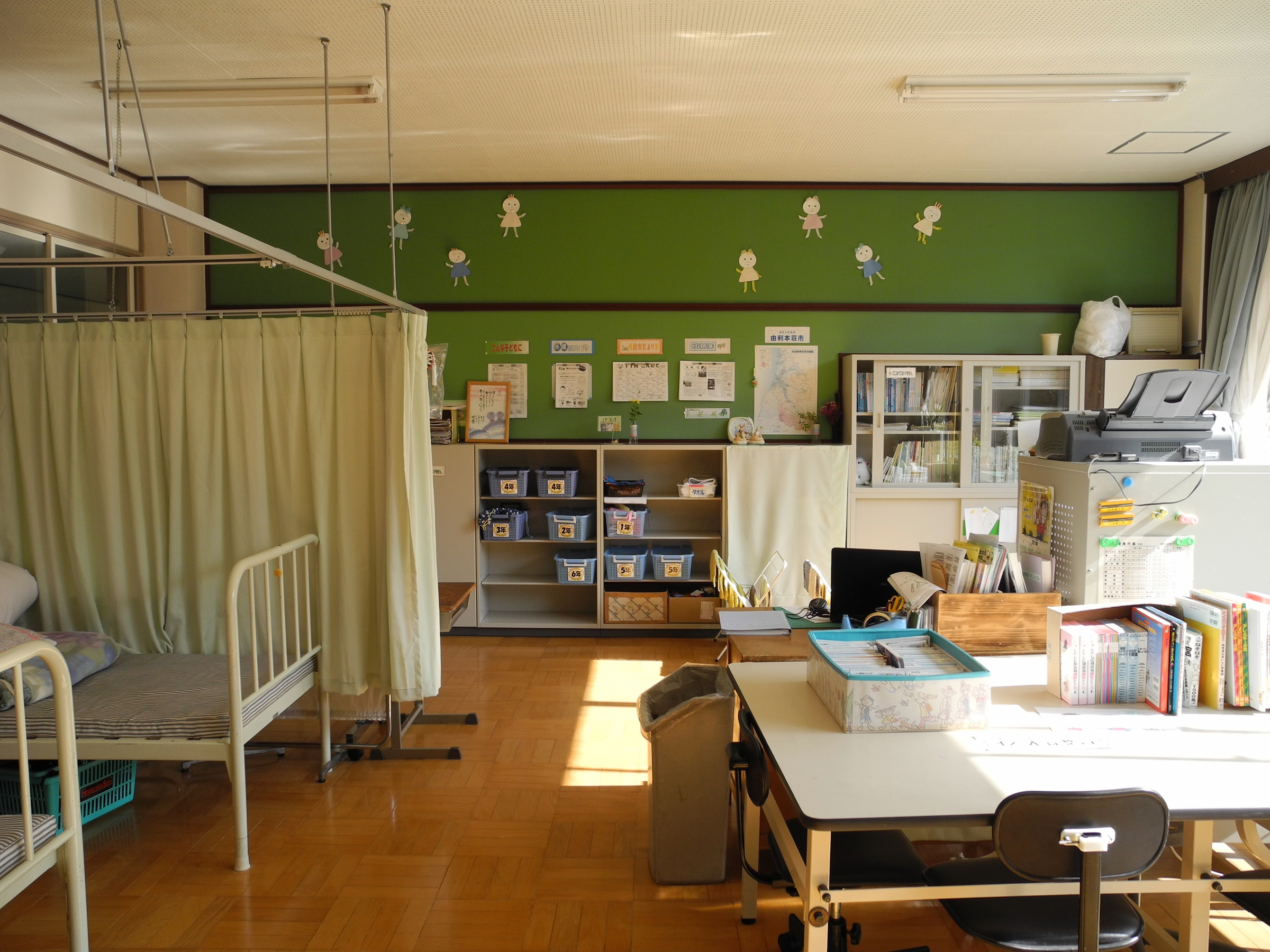
Schulkrankenschwesternzimmer in einer japanischen Grundschule

Unter einer Schulkrankenschwester versteht man eine Krankenpflegerin, die an einer Schule beschäftigt ist, um dort gesundheitliche Aufklärungsprogramme durchzuführen und Schüler im Bedarfsfall medikamentös und medizinisch zu betreuen. In vielen Ländern – z. B. in den Vereinigten Staaten, in Großbritannien, Skandinavien und Finnland – werden Krankenschwestern an Schulen regelmäßig eingesetzt.

## Schulkrankenschwestern in verschiedenen Ländern

### Deutschsprachiger Raum

#### Deutschland
In Deutschland werden Schulkrankenschwestern erst in jüngster Zeit und auch nur in Einzelfällen wieder eingesetzt. Ein Beispiel bildet das Modellprojekt „Schulgesundheitsfachkräfte an öffentlichen Schulen in den Bundesländern Brandenburg und Hessen“. Beide Bundesländer arbeiteten dabei eng zusammen. Projektträger und Initiator des innovativen Ansatzes im Land Brandenburg ist bereits seit 2009 der AWO Bezirksverband Potsdam e.V. Grundlage für die Umsetzung war die Erstellung einer Machbarkeitsstudie in Projektphase I und eines „Curriculums zur Qualifizierungsmaßnahme für examinierte Gesundheits- und Kinder-/Krankenpflegekräfte zu Schulgesundheitsfachkräften“ in Projektphase II.
Am 1. November 2016 begann mit der Einstellung von zehn Schulgesundheitsfachkräften beim AWO Bezirksverband Potsdam die Projektphase III, die bis Ende 2018 lief. Sie betreuten 20 Schulen in neun Modellregionen im gesamten Bundesland Brandenburg. Vom 1. Januar 2019 bis 31. Dezember 2020 läuft die Projektphase IV, in der weitere Schulen in das Modellprojekt aufgenommen und acht weitere Schulgesundheitsfachkräfte eingestellt wurden. Das Projekt wird umfassend evaluiert, unter anderem durch die Berliner Charité Universitätsmedizin – Institut für Gesundheits- und Pflegewissenschaft und die Leuphana-Universität Lüneburg.
Das Modellprojekt wird auch in anderen Bundesländern mit großem Interesse verfolgt. So gab es in den vergangenen Jahren mehrere länderübergreifende Treffen, in denen die Erfahrungen aus dem Projekt ausgetauscht wurden. In Flensburg (Schleswig-Holstein), Mainz (Rheinland-Pfalz), Bremen und Hamburg starteten bereits eigene Modellprojekte, Vorbereitungen dazu laufen in Nordrhein-Westfalen und Berlin.

#### Österreich
Die rechtliche Grundlage für den Einsatz von Pflegepersonal in der Schulgesundheitspflege in Österreich bildet der 2016 novellierte § 12 des österreichischen Bundesgesetzes über Gesundheits- und Krankenpflegeberufe (Gesundheits- und Krankenpflegegesetz – GuKG).
Faktisch beschäftigen die österreichischen Schulen bis heute jedoch kein eigenes Krankenpflegepersonal. Vereinzelt kooperieren Schulen mit gemeinnützigen Vereinen wie z. B. MOKI Mobile Kinderkrankenpflege Wien, die Kinderkrankenpflegekräfte in Schulen schicken, um Lehrer z. B. im Umgang mit jungen Diabetikern zu schulen.

#### Schweiz
In der Schweiz sind Schulkrankenschwestern derzeit unüblich. Zu den wenigen Schulen, die hier eine Ausnahme bilden, zählt das Lycée Français de Zurich.

### Schweden
In Schweden arbeiten derzeit etwa 2500 Schulkrankenschwestern, viele davon in Teilzeit. Ihr Verantwortungsbereich umfasst neben umfangreichen und vielfältigen anderen Aufgaben auch die Durchführung von schulischen Impfprogrammen. Die Erfahrungen schwedischer Schulkrankenschwestern sind in wissenschaftlichen Studien besonders gut dokumentiert.

### Finnland
In Finnland werden Schulkrankenschwestern in großer Zahl eingesetzt. Ihre Aufgaben liegen insbesondere im Bereich der Gesundheitsvorsorge. Jeder Schüler sieht seine Schulkrankenschwester mindestens einmal jährlich zur individuell vereinbarten Vorsorgeuntersuchung, die u. a. ein Gespräch und eine klinische Untersuchung umfasst. Schulkrankenschwestern führen auch Impfungen durch. Sie sind während der Unterrichtszeit ständig ansprechbar, dienen als erste Ansprechperson bei kleinen Verletzungen und akutem Unwohlsein, beraten in sexuellen Fragen und geben Verhütungsmittel aus. Darüber hinaus vermitteln Schulkrankenschwestern den Schülern Wissen über eine gesunde Lebensweise und über Sicherheit im Schulalltag.
Die schulischen Gesundheitsdienste sind Teil des allgemeinen Gesundheitsdienstes und können kostenlos in Anspruch genommen werden. Die Schulkrankenschwesternzimmer befinden sich entweder in der Schule oder sind Teil von allgemeinmedizinischen Praxen in der Nachbarschaft der Schule.

### Vereinigtes Königreich
Im Vereinigten Königreich sind im Rahmen des staatlichen Gesundheitssystems NHS mehr als 2600 Schulkrankenschwestern beschäftigt. In der Regel müssen mehrere Schulen sich eine Schulkrankenschwester teilen. Die britischen Schulkrankenschwestern leisten Erstversorgung verletzter und akut erkrankter Schüler; ihr Hauptaufgabengebiet ist jedoch die Prävention medizinischer und psychosozialer Probleme sowie die Betreuung von Schülern, die an solchen Problemen leiden. Häufig führen Schulkrankenschwestern auch Reihenimpfungen durch.

### Vereinigte Staaten

#### Geschichte und Bedeutung
In den Vereinigten Staaten wurden Schulkrankenschwestern (engl. school nurses) im frühen 20. Jahrhundert eingeführt, um dem häufigen Fehlen von Schülern infolge ansteckender Krankheiten wie Läusebefall, Impetigo und Tuberkulose entgegenzuwirken.
Heute werden in den USA ca. 45.000 Schulkrankenschwestern beschäftigt. In diesem Beruf arbeiten fast ausschließlich Frauen. Rechnerisch kommen auf eine Schulkrankenschwester 1.155 Schüler. Tatsächlich bestehen jedoch große Unterschiede zwischen finanziell gut ausgestatteten Schuldistrikten, in denen Krankenschwestern an allen Schulen beschäftigt werden, und armen Distrikten, in denen es oft keine Schulkrankenschwestern gibt. Eine besondere Bedeutung kommt den Schulkrankenschwestern in den USA deshalb zu, weil behinderte und chronisch kranke Kinder dort an öffentlichen Schulen grundsätzlich integrativ unterrichtet werden. Auch haben viele Kinder in den USA keine Krankenversicherung, sodass die Schulkrankenschwester bei gesundheitlichen Problemen oftmals die erste Ansprechpartnerin ist.
Schulkrankenschwestern werden an öffentlichen und privaten Schulen in allen Schulstufen eingesetzt. Auch viele private Vorschuleinrichtungen, wie Day Care Centers und Preschools, beschäftigen eigene Krankenschwestern.
Krankenschwestern werden in den USA nicht nur an Schulen, sondern auch in den Health Services öffentlicher und privater Hochschulen sowie als Betriebskrankenschwestern in Unternehmen und Behörden in großer Zahl eingesetzt.

#### Aufgaben

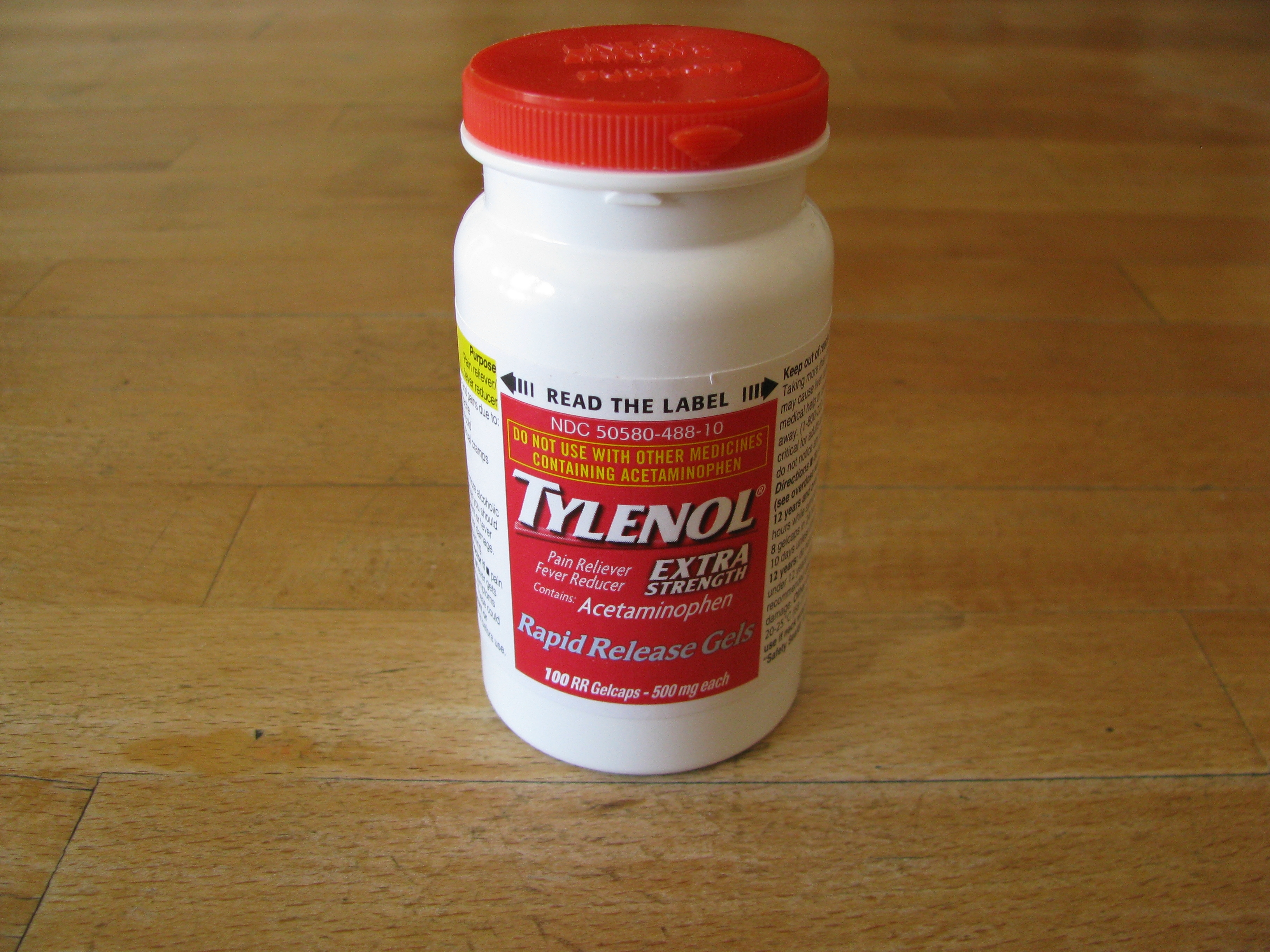
An den meisten Schulen dürfen die Schüler keine Medikamente (z. B. Schmerzmittel) bei sich führen. Diese werden dann von der Schulkrankenschwester verwahrt und ausgegeben.

Schulkrankenschwestern leisten Erste Hilfe, führen bei akut erkrankten Schülern einfache Untersuchungen (je nach Beschwerden z. B. eine otoskopische Prüfung des äußeren Gehörganges) durch, stellen aber keine Diagnosen, sondern leisten lediglich eine Erstversorgung, bis die Eltern oder ein Rettungsdienst den Patienten übernehmen.
Eine weitere typische Aufgabe amerikanischer Schulkrankenschwestern ist – in Abstimmung mit dem behandelnden Arzt – die Verwahrung und Ausgabe von schülereigenen Medikamenten. In vielen Schuldistrikten ist es den Schülern untersagt, Medikamente bei sich zu führen, und zwar selbst dann, wenn diese ärztlich verordnet wurden. Für bestimmte Medikamente (z. B. Inhalatoren, die bei akuten Asthmaanfällen eingesetzt werden, oder Epinephrine-Autoinjektoren für Allergiker) bestehen jeweils Ausnahmeregelungen; der Gebrauch solcher Medikamente muss bei der Schulkrankenschwester jedoch ebenfalls registriert sein.
Weiterhin führen Schulkrankenschwestern für jeden Schüler eine gesundheitsrelevante Akte und stellen sicher, dass Impfnachweise sowie Nachweise für die alljährliche Vorsorgeuntersuchung bei einem niedergelassenen Pädiater erbracht werden. Innerschulische Reihenuntersuchungen sind in den Vereinigten Staaten nicht üblich.
An Grundschulen fallen in die Zuständigkeit der Schulkrankenschwester auch alltägliche nicht-medizinische Leistungen, die von den Lehrern aus Gründen der Arbeitsbelastung nicht erbracht werden können, wie die Betreuung von Kindern, die eingenässt haben oder die im Unterricht eingeschlafen sind. Bei Bedarf geben sie Artikel der weiblichen Hygiene aus. An High Schools beraten Schulkrankenschwestern Schüler u. a. auch in Fragen der Empfängnisverhütung.

#### Beschäftigungsvoraussetzungen
Die Beschäftigungsvoraussetzungen für eine Schulkrankenschwester sind nicht gesetzlich geregelt. Die National Association of School Nurses empfiehlt als Einstellungsvoraussetzung jedoch mindestens einen Bachelor-Abschluss und ein Schulkrankenpfleger-Zertifikat (School Nurse Certificate).